# Ярл

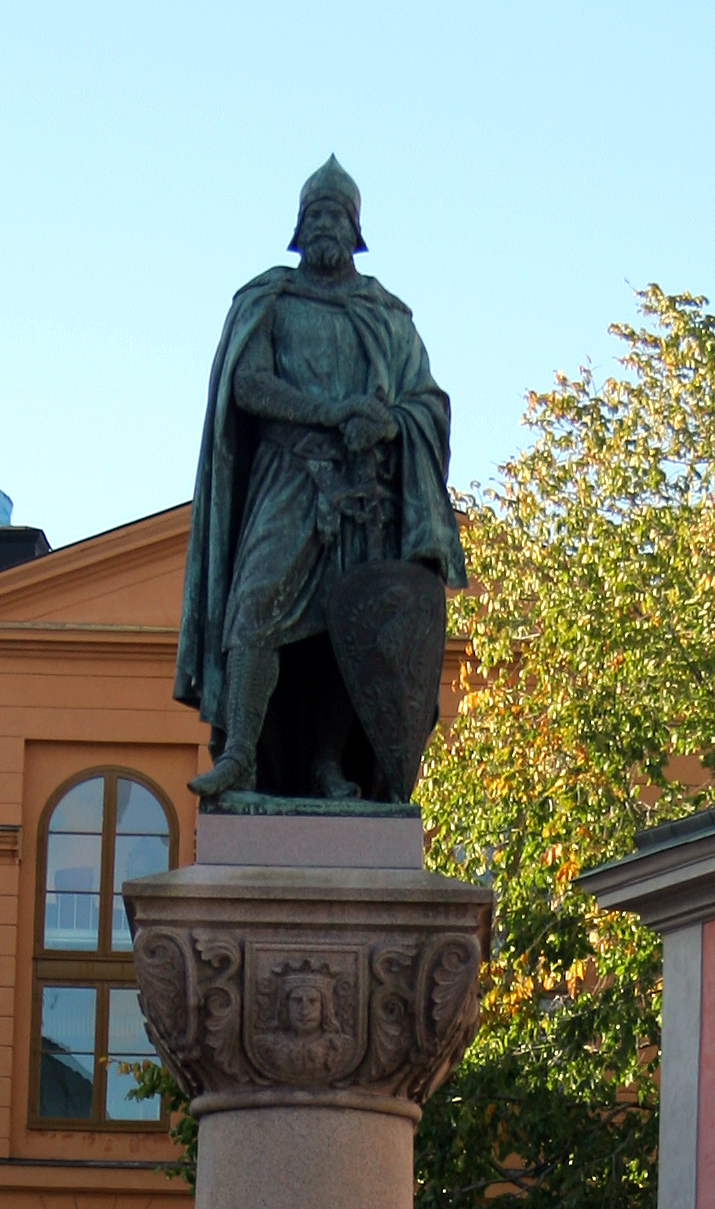
Пам'ятник ярлу Біргеру в Стокгольмі.

Ярл (норв. Jarl, англ. earl) — вищий титул в ієрархії в середньовічній Скандинавії, що початково означав довірену особу короля, наділену владою. На початок XIV століття вийшов зі вжитку. Англійське слово англ. earl того ж походження, спочатку мало те ж значення, але з часом володарі титулу були позбавлені влади. У наш час[коли?] цей титул зазвичай перекладається українською як граф.
У 997 році кам'яні укріплення міста  А́лаборг (Ладоґи) зруйнували вояки норвезького ярла Ейріка Гаконсона.
Як виглядає, у Швеції ярли вперше з'явилися наприкінці X століття при королі Ерікові VI Звитяжному, який скасував систему співправителів, що діяла до цього. Ймовірно, декілька чоловіків могли одночасно носити цей титул, але тільки один міг бути «верховним ярлом» (швед. riksjarl).
До середини XIII століття титул належав в основному представникам тільки одного знатного роду Фолькунгів (Folkungaätten), хоча і невідомо, чи титулувалися вони саме ярлами, оскільки всі листи, що збереглися, написані латинською мовою, в якій для звернення один до одного використовувалося слово dux (герцог).
Ярл Біргер (1210?—1290) отримав титул у 1248 і був останнім у Швеції. Можливо, він не бажав, щоб хто-небудь мав таку владу, загрожуючи його спадкоємцям, які стали королями Швеції. Так або інакше, після нього ярлів у Швеції не було.
У Норвезькому королівстві зазвичай був тільки ярл материкової Норвегії, ярл Оркнейських островів (до 1231), а після затвердження королівської влади в Ісландії в 1261/62 — ярл Ісландії. Проте вже в 1237 Скуле Бордссон був возведений у герцоги норв. hertug, що став новим вищим титулом. На початок XIV століття ярлів не залишилося і в Норвегії.